# Гариляно
Гариляно (на италиански: Garigliano) е 38 км (158 км дълга заедно с Лири) река в Средна Италия, която се влива близо до град Гаета в Гаетанския залив в Тиренско море и в Средиземно море.
Създава се чрез сливането на реките Лири и Гари при Гиунтуре, една част от град Сант Аполинаре.
На нейното устие се намират руините на древния град Минтурнае. От 1927 г. реката образува границата между италианските региони Кампания (провинция Казерта) и Лацио (провинция Латина). Реката маркира южната граница на Папската държава.
През Средновековието арабските мюсюлмани създават на устието на реката емират, съюзени със съседното херцогство Гаета.
През 915 г. на брега на реката при град Минтурнае се провежда битка между войските на Християнската лига, водена от папа Йоан X и сарацините. През 1503 г. франузите и испанците се бият жестоко в битка за Гариляно. През Втората световна война близо до реката (17 януари до 18 май 1944) се провежда Битката при Монте Касино между германците и съюзниците на Линията „Густав“.
На реката се намира атомната електроцентрала Гариляно (1964 до 1982).